# Trinidad Morgades Besari
Trinidad Morgades Besari, (Malabo, 1931-2019) fou una intel·lectual i escriptora equatoguineana.

## Biografia
Va néixer a Malabo (Bioko) el 1931. Des de 1945, va estudiar Batxillerat en Canàries i Barcelona (Espanya) El 1954, va ingressar en la Universitat de Barcelona, en la facultat de Filosofia i Lletres, després del que el 1958 va obtenir la llicenciatura de Filosofia i Lletres. A l'any següent, el 1959, va tornar a Guinea Equatorial, com a professora de Llengua i Literatura, ingressant a l'escola de Magisteri del Ministeri de Santa Isabel (Malabo). El 1964 és designada per assistir a la Conferència de la OIT a Addis Abeba (Etiòpia) i el 1965 és nomenada Directora de Batxillerat en l'Institut Cardenal Cisneros.
El 1968, després de la independència de Guinea Equatorial, va ser nomenada Primera Secretària de l'Ambaixada de Guinea Equatorial a Lagos (Nigèria), després de la qual cosa el 1971, va ser nomenada agregada Cultural en l'Ambaixada de Guinea Equatorial, a Addis Abeba.
El 1973 va tornar a Espanya i el govern espanyol la va destinar a Tetuan (Marroc), com a professora de Literatura en el Col·legi Missionera Franciscanes. El 1975 es va incorporar a la Càtedra d'anglès i Literatura en l'Institut Reyes Católicos de Vélez-Málaga (Espanya).
El 1986 va tornar una altra vegada a Guinea Equatorial com a Secretària General de la UNED, i fent classes en l'ambaixada dels Estats Units a Malabo, després de la qual cosa, el 1988 és nomenada Secretària General del Consell d'Investigacions Científiques de Guinea Equatorial (CICGE). El 1992 va ser nomenada Directora de l'escola Nacional d'Agricultura (ENA), així com de l'escola d'Agricultura, Pesca i Forestal.
L'any 2000 es va convertir en directora del periòdic El Correo Guineoecuatoriano i en 2003 va ser escollida Presidenta de l'Associació de la Premsa de Guinea Equatorial (ASOPGE). En 2005 va ser nomenada Vicerectora de la Universitat Nacional de Guinea Equatorial (UNGE).
En el 2009 va ser nomenada Acadèmica Corresponent de la Reial Acadèmia Espanyola i en 2010 abandonà el càrrec en la UNGE.

## Obres
- Antígona (1991)[5]